# Darování věcí za odvoz
Darování předmětů za odvoz znamená recyklaci věcí, které majitel již nepotřebuje, a nechce z nich udělat odpad, darováním zájemci o darované předměty. Zároveň se tak podílí majitel i obdarovaný na zásadách trvale udržitelného rozvoje a podporuje cirkulární ekonomiku. Nejčastěji bývá darován za odvoz nábytek, oblečení, dětské oblečení, hračky, spotřební elektronika, knihy, předměty běžné denní spotřeby, drogistické zboží.

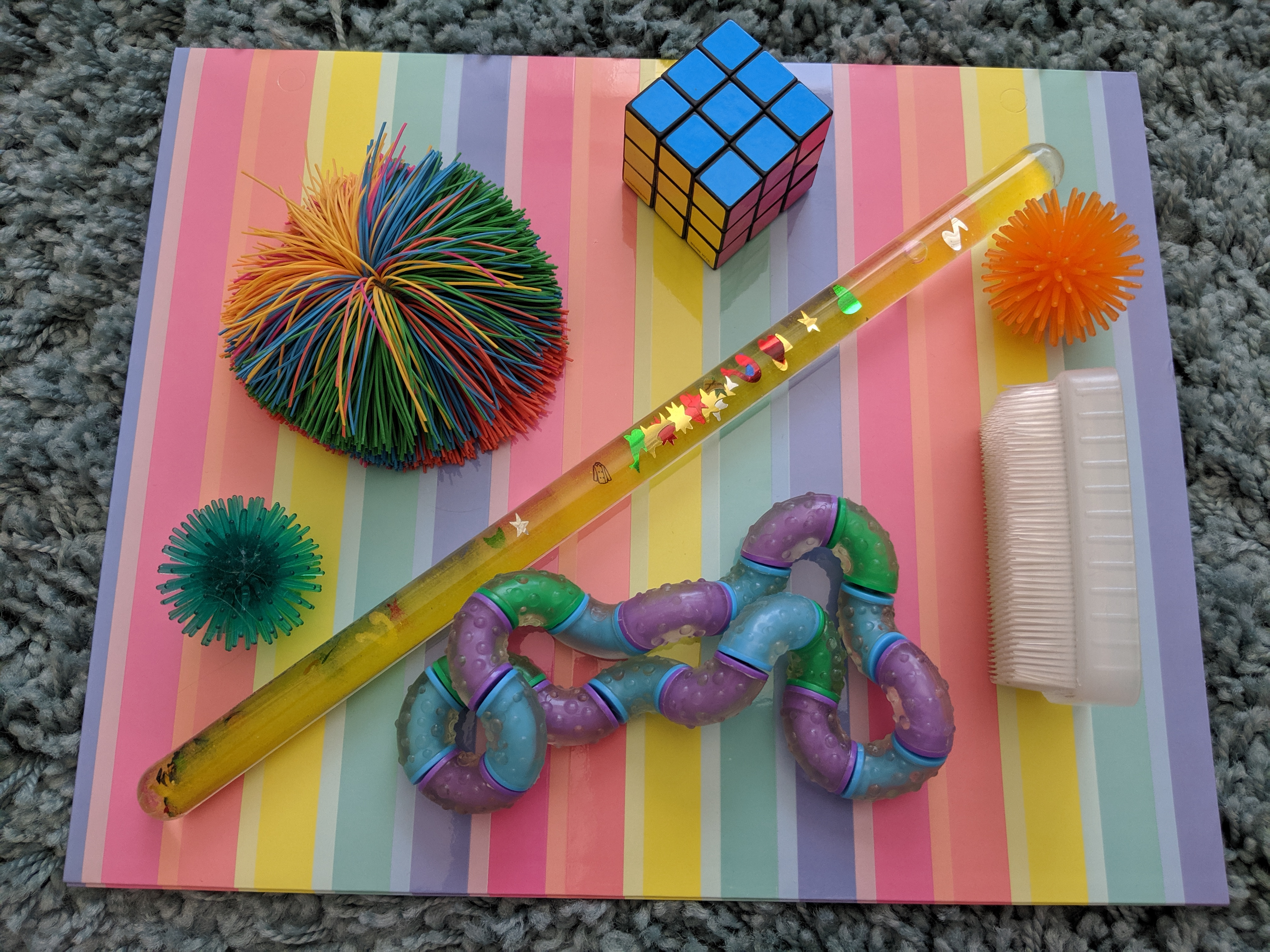
Hračky

## Zprostředkovatelé výměny předmětů
- přátelé, známí
- specializované weby
- facebookové skupiny, často lokálně zaměřené například na Prahu a okolí či Brnoa okolí
- jiné sociální sítě a mobilní aplikace

## Význam darování věcí za odvoz

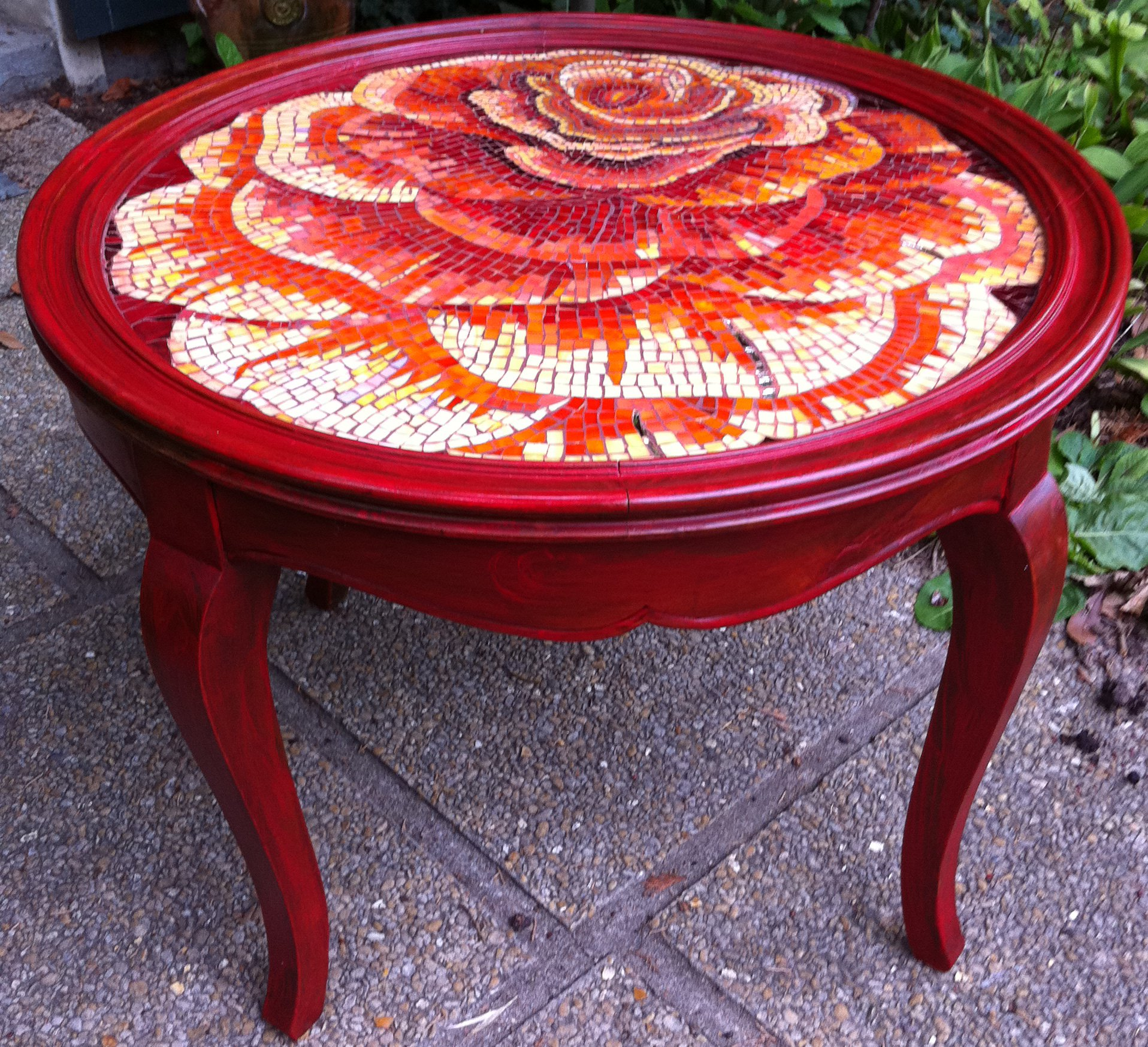
Stůl

##### ekologický
- prodloužení životnosti věcí
- snížení množství komunálního odpadu
- snížení spotřeby materiálů
- snížení nároků na zásobovací řetězce
- zvyšuje efektivitu použitých materiálů, neboť se výrobky využívají déle

##### ekonomicko-společenský
- solidarita
- bezplatné nabytí potřebných předmětů darem
- podílení se na znovuobjevených trendech typu re-use věcí (reuse-recycle-reduce)

## Světové trendy po roce 2000

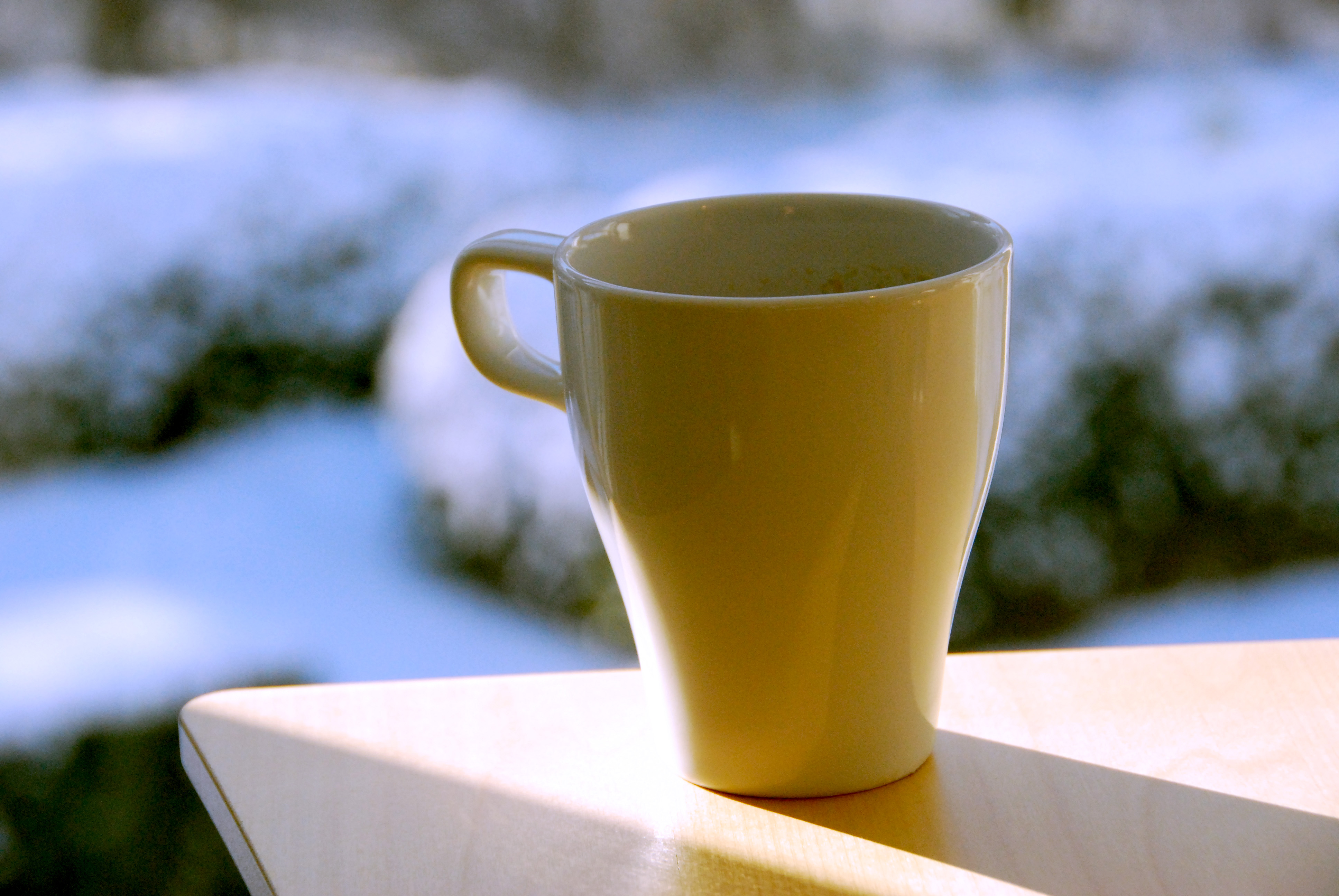
Hrneček na kávu

- Recyklace věcí, kam spadá i darování věcí za odvoz, byla vyhodnocena jako jeden z 10 nejdůležitějších zákaznických trendů roku 2020 dle Euromonitoru.
- V roce 2005 byla založena nezisková platforma Freecycle Network, která má v listopadu 2020 více než 9 000 000 celosvětových členů zapojených ve více než  5 000 skupinách.
- V roce 2009 se odštěpila z platformy Freecycle Network část britských skupin a založila Freegle, který měl v roce 2018 přes 2700 000 členů.
- V roce 2010 byla založena australská platforma Ziilch.

## Česká republika
Darování předmětů a re-use výrobků přes různé platformy a aplikace v druhé dekádě 21. století začaly podporovat místní samosprávy ( města a obce), například v Praze, v Brně, v Ostravě nebo v Liberci. 
Platformy vznikají i dobrovolnicky.
Přes český celonárodní portál Nevyhazujto se v letech 2010-2019 podařilo zachránit přes 130 tun předmětů a více než 60 tisíc věcí získalo nového majitele.